# Chorinaeus
Chorinaeus is een geslacht van insecten uit de orde vliesvleugeligen (Hymenoptera) en de familie Ichneumonidae.

## Soorten
- C. aequalis Townes & Townes, 1959
- C. aizanensis Kusigemati, 1967
- C. asozanus Kusigemati, 1987
- C. australis Thomson, 1887
- C. borealis Kusigemati, 1971
- C. brevicalcar Thomson, 1887
- C. brevis Tolkanitz, 1995
- C. californicus Ashmead, 1896
- C. clypeatus Kusigemati, 1967
- C. constrictus Davis, 1897
- C. cristator (Gravenhorst, 1829)
- C. ecarinatus Tolkanitz, 1992
- C. emorsus Townes & Townes, 1959
- C. eniwanus Kusigemati, 1967
- C. excessorius Davis, 1897
- C. facialis Chao, 1981
- C. flavipes Bridgman, 1881
- C. funebris (Gravenhorst, 1829)
- C. gratus Tolkanitz, 1995
- C. hastianae Aeschlimann, 1975
- C. labiosus Townes & Townes, 1959
- C. laricianae Kusigemati, 1972
- C. laxicaudatus Sheng & Zhang, 1998
- C. longicornis Thomson, 1887
- C. mongolicus Kusigemati, 1984
- C. nagatomii Kusigemati, 1987
- C. opacitas Davis, 1897
- C. orbitalis Kusigemati, 1971
- C. parvus Kusigemati, 1967
- C. pectinatus Kusigemati, 1967
- C. recurvus Townes & Townes, 1959
- C. rhenanus Aeschlimann, 1981
- C. robustus Kusigemati, 1971
- C. rugosus Tolkanitz, 2006
- C. ryukyuensis Kusigemati, 1987
- C. scitulus Kusigemati, 1984
- C. scrobipalpae Aeschlimann, 1983
- C. spicatus Gauld & Sithole, 2002
- C. spiracularis Tolkanitz, 1995
- C. subcarinatus Holmgren, 1858
- C. taetricus Tolkanitz, 1995
- C. taigensis Tolkanitz, 1995
- C. talpa (Haliday, 1838)
- C. uralensis Tolkanitz, 1995